# Leyes del ajedrez

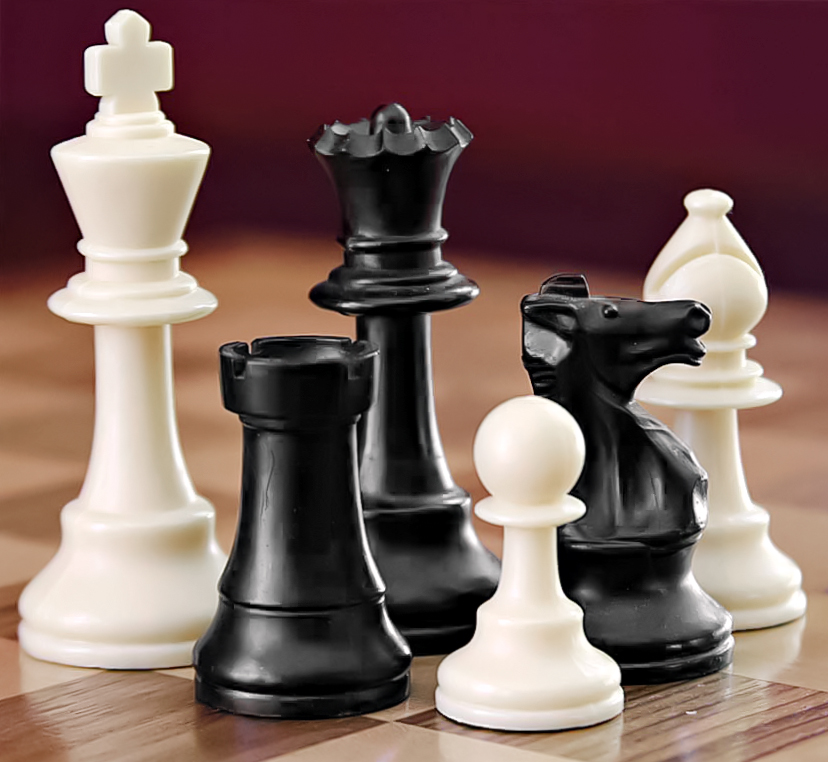
Piezas de ajedrez de estilo Staunton. De izquierda a derecha: rey, torre, dama, peón, caballo y alfil

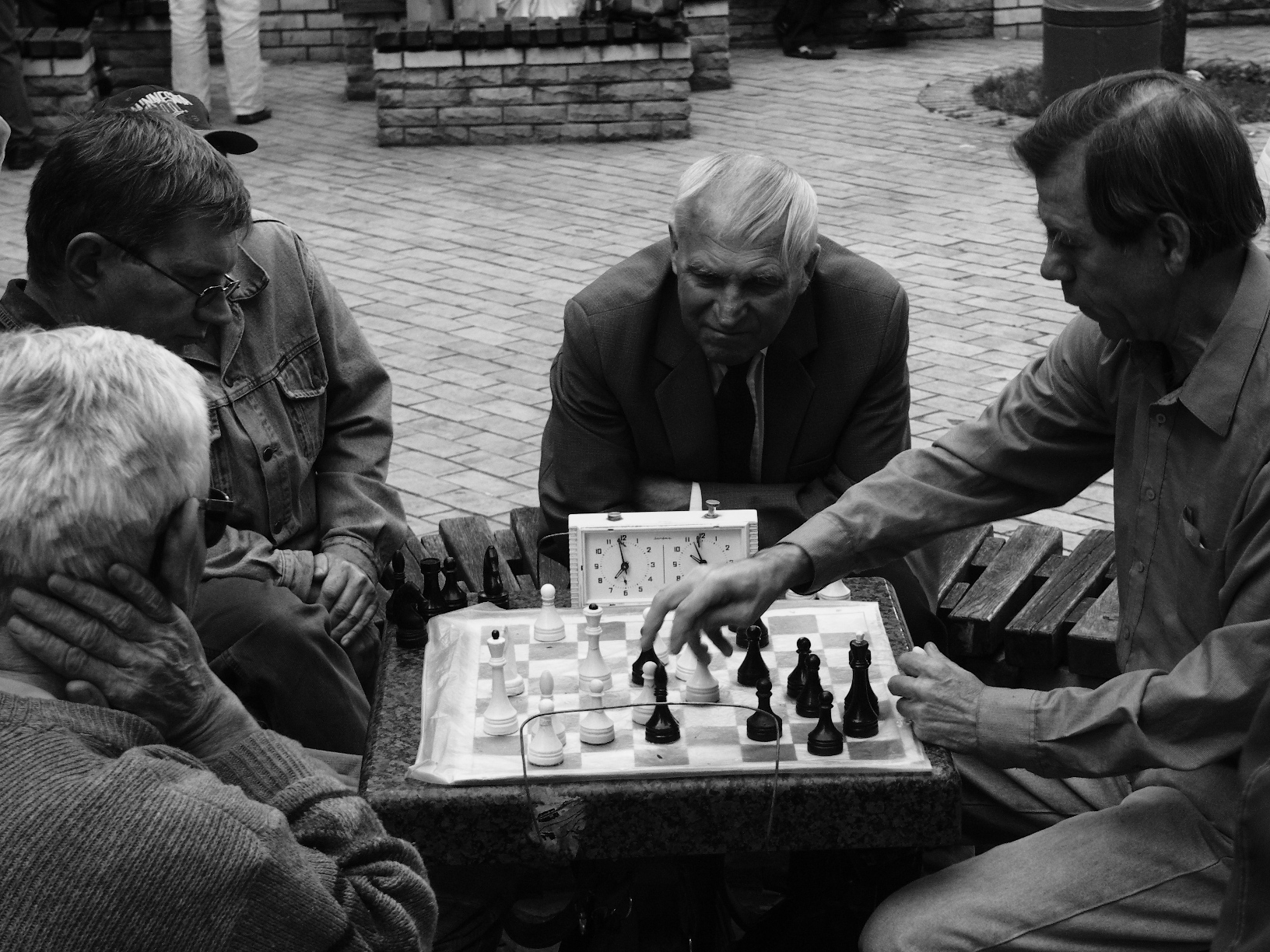
Un juego en un parque público en Kiev, usando un reloj de ajedrez.

Las leyes del ajedrez son las normas o reglamento establecido por la FIDE para la práctica del ajedrez. La última versión de este reglamento se adoptó en el congreso 93 de la FIDE celebrado en Chennai (India) y entró en vigor el 1 de enero de 2023.
Aunque el origen del ajedrez no sea claro, el reglamento del ajedrez moderno empezó a formarse en España e Italia durante el siglo XVI, cuando se difundieron las obras de, entre otros, Lucena, Ruy López, Polerio y, algo más tarde, Salvio. Las reglas se siguieron modificando lentamente hasta principios del siglo XIX, cuando llegaron a la forma actual. Las normas también varían de un lugar a otro. En la actualidad, la Federación Internacional de Ajedrez (FIDE), establece las reglas estándares, con modificaciones menores hechas por algunas organizaciones nacionales para sus propios fines.
El ajedrez es un juego para dos jugadores en un tablero con 32 piezas (16 para cada jugador) de seis tipos. Cada tipo de pieza se mueve de manera diferente. El objetivo del juego es dar jaque mate, es decir, amenazar al rey del oponente con la captura hasta que sea inevitable. Los juegos no necesariamente terminan con jaque mate; hay varias formas de que el final de la partida termine en tablas (empate).
Además de los movimientos básicos de las piezas, las normas también rigen el equipamiento utilizado, el control de tiempo, la conducta y la ética de los jugadores, facilidades para jugadores con necesidades especiales, el registro de los movimientos utilizando la notación de ajedrez, así como los procedimientos para hacer frente a las irregularidades que puedan ocurrir durante una partida.

## El tablero de ajedrez
El tablero de ajedrez es un cuadrado dividido en 64 casillas (denominadas escaques) también cuadradas, con distribución 8×8, alternando  claras y oscuras. Las casillas o escaques de color claro se llaman blancas y las de color oscuro negras.
Las ocho líneas verticales de escaques se denominan columnas y las ocho líneas horizontales de escaques se denominan filas. Se denomina diagonal a una sucesión de escaques del mismo color en línea recta que va desde un borde del tablero hasta otro adyacente.

## Posición inicial de las piezas
|       |       |       |       |       |       |       |       |       |  |
|       | a8 rd | b8 nd | c8 bd | d8 qd | e8 kd | f8 bd | g8 nd | h8 rd |  |
| a7 pd | b7 pd | c7 pd | d7 pd | e7 pd | f7 pd | g7 pd | h7 pd |       |  |
| a6    | b6    | c6    | d6    | e6    | f6    | g6    | h6    |       |  |
| a5    | b5    | c5    | d5    | e5    | f5    | g5    | h5    |       |  |
| a4    | b4    | c4    | d4    | e4    | f4    | g4    | h4    |       |  |
| a3    | b3    | c3    | d3    | e3    | f3    | g3    | h3    |       |  |
| a2 pl | b2 pl | c2 pl | d2 pl | e2 pl | f2 pl | g2 pl | h2 pl |       |  |
| a1 rl | b1 nl | c1 bl | d1 ql | e1 kl | f1 bl | g1 nl | h1 rl |       |  |
|       |       |       |       |       |       |       |       |       |  |

Al principio de la partida cada jugador cuenta con las siguientes piezas:
| Pieza                | Rey | Dama | Torre | Alfil | Caballo | Peón |
| -------------------- | --- | ---- | ----- | ----- | ------- | ---- |
| Cantidad por jugador | 1   | 1    | 2     | 2     | 2       | 8    |
| Símbolo              |     |      |       |       |         |      |

Al principio del juego, las piezas deben disponerse como se muestra en el diagrama y se explica a continuación:
- El tablero debe estar de forma que el escaque de la esquina inferior derecha de cada jugador sea blanco.
- Las torres se colocan en las esquinas del tablero, a la derecha y a la izquierda.
- Los caballos se colocan en las casillas inmediatamente al lado de las torres.
- Los alfiles se colocan en las casillas inmediatamente al lado de los caballos.
- La dama se coloca en la casilla central del mismo color que las piezas del jugador: la dama blanca en la casilla blanca y la dama negra en la casilla negra.
- El rey se coloca en la casilla vacante al lado de la dama.
- Los peones se colocan en la siguiente hilera del tablero según la posición en la que se encuentre el jugador.

Los principiantes utilizan reglas nemotécnicas como Dama en su color y blanco a la derecha para recordar la posición correcta de las piezas y del tablero.

## Consideraciones generales
- Los jugadores mueven, alternadamente, una de sus piezas, a excepción del caso del enroque en que se mueven dos, como se explicará más adelante.
- Empieza el jugador que tiene las blancas,[9] lo que supone una pequeña ventaja: se ha visto que el blanco consigue aproximadamente el 55 % de los puntos en juego frente a un 45 % del negro, en bases de datos que recopilan millones de partidas.
- Si un escaque está ocupado por una pieza propia, no se puede poner otra; en cambio, sí es posible ocupar un escaque que está ocupado por una pieza adversaria, mediante la captura de esa pieza: dicha pieza propia ocupará ese escaque y la pieza adversaria se retirará del juego; este hecho se denomina capturar la pieza contraria por parte de la nuestra.[10]
- Cada pieza tiene su manera de moverse, que se conserva a lo largo de toda la partida, incluyendo los movimientos especiales: captura al paso del peón y enroque.
- Las únicas piezas que pueden saltar son los caballos,[11] o también las torres en el caso excepcional del enroque en que salta por encima del rey.[12] Por saltar se entiende que una pieza pase en su movimiento por encima de otra pieza, ya sea adversaria o del mismo bando.
- El rey del adversario nunca se puede capturar. Si tras un movimiento, el rey adversario pasa a estar en riesgo de captura, se dice que está en jaque. En ese caso el jugador adversario debe realizar cualquier movimiento que saque de jaque a su rey, siendo ilegal cualquier movimiento que no involucre dicha acción. Si el rey está en jaque y no hay ningún movimiento legal que permita sacar al rey del jaque, se dice que es jaque mate, perdiendo la partida el jugador que tenga el rey amenazado de captura. La partida finaliza en el momento en el que se consigue jaque mate, sin realizar la captura del rey adversario.
- Con excepción de los peones, las piezas pueden moverse «hacia atrás», es decir en dirección a su respectivo jugador.

## Conducción del juego
La partida comienza con todas las piezas colocadas en su posición inicial sobre el tablero (ver figura arriba).
Los jugadores deben colocarse uno frente a otro con el tablero en medio, de tal forma que ambos tengan un cuadro blanco en el escaque de la esquina derecha respectiva. Las piezas se colocan simétricamente respecto a los jugadores y, a excepción de la dama y el rey, también simétricamente respecto de la línea visual entre jugadores. Teniendo en cuenta la nomenclatura de filas y columnas mencionada anteriormente, las blancas deben ocupar las filas 1 y 2, las negras las filas 7 y 8. Así, cada bando colocará sus piezas en sus dos primeras filas.
Las reglas oficiales no establecen procedimientos para determinar quién va a jugar con las piezas blancas. Esta decisión se deja abierta por las reglas específicas del torneo (por ejemplo, un sistema suizo o torneo todos contra todos) o, en el caso de un encuentro no competitivo, de común acuerdo entre los jugadores, en el cual pueda ser empleado algún tipo de lotería. Un método común es que un jugador oculte una pieza (normalmente un peón) de cada color en cada mano; el otro jugador elige una mano para abrir y revelar su color. Entonces el juego comienza con las blancas.
El jugador que controla las piezas blancas se llama «Blanco»; mientras que el jugador que controla las piezas negras se llama «Negro». Como se mencionó, por convención, el jugador con las piezas Blancas comienza la partida y desde entonces se alternan los movimientos. El jugador se ve obligado a hacer un movimiento y no se puede pasar el tiempo, incluso si es desfavorable (zugzwang). La partida continúa hasta que un jugador aplica jaque mate, es decir, amenaza o captura al rey del oponente para que no pueda escapar o impedir el ataque, o uno de los jugadores abandone el juego, o se declare tablas. Además, si un juego se juega bajo el control de tiempo, el jugador que exceda su tiempo automáticamente pierde la partida, salvo que la partida no esté finalizada por alguna de las causas anteriores o se dé la circunstancia de que en la posición final sea imposible que reciba mate por medio de cualquier combinación de jugadas legales.

### Movimiento

#### Movimientos básicos
Cada tipo de pieza de ajedrez tiene su propio método de movimiento. Una pieza se mueve a un escaque vacío, excepto cuando captura una pieza del oponente.
A excepción de cualquier movimiento del caballo y el enroque, las piezas no pueden saltar sobre otras piezas. Una pieza es capturada (o tomada) cuando una pieza adversaria atacante la sustituye en su escaque (la captura al paso es la única excepción). La pieza capturada se retira de este modo permanentemente del juego. El rey puede ponerse en jaque, pero no puede ser capturado (véase más adelante).
El movimiento de las piezas en una jugada debe efectuarse con una sola mano, incluyendo el enroque. Esto supone que si se captura una pieza, esta debe ser retirada con la misma mano con la que se mueva la pieza que realiza la captura. En el enroque igualmente debe moverse con la misma mano el rey y la torre. Igualmente se debe presionar el reloj de ajedrez con la misma mano, ya que la jugada no se completa hasta que se presione el reloj.
Todas las piezas (excepto el caballo), independientemente de cuantos escaques puedan avanzar, tienen limitado su radio de acción por las otras piezas, propias o ajenas. Si una pieza propia está en su camino, no puede parar en el escaque de esta pieza propia, ni en los escaques siguientes, pudiendo parar únicamente en los escaques anteriores hasta llegar al escaque ocupado. En el caso de una pieza ajena, tampoco se les permite ocupar un escaque pasando por un escaque ocupado; sin embargo, si es posible capturar la pieza del adversario, sacándola del juego y posicionando la pieza captora en el escaque que ocupaba la pieza adversaria.
- La torre se mueve en direcciones ortogonales, es decir, por las filas (horizontales) y columnas (verticales), no pudiendo moverse por las diagonales. Ella puede moverse tantas casillas como se desee por las columnas y filas, pero solo en una dirección en cada turno.
- El alfil se mueve en direcciones diagonales, es decir, en la dirección de los escaques del mismo color. Se puede mover tantas casillas como desee por las diagonales, pero solo en una dirección (cada turno), existe el alfil de escaques negros y el alfil de escaques blancos, y no pueden cambiar de color durante el juego.
- La dama puede moverse en horizontal, vertical o diagonal, pero solo en una dirección en cada turno. La dama se desplaza con los movimientos de todas las demás piezas, excepto el caballo, desplazándose cuantos escaques quiera.
- El rey puede moverse en todas las direcciones un solo escaque cada vez, mientras el movimiento no sea para un escaque amenazado por una pieza adversaria. El rey también puede capturar cualquier pieza adversaria, mientras que no tenga otra pieza defendiéndola. Un movimiento especial es el enroque, en el que el rey mueve dos escaques hacia una de las torres, siempre que se encuentren libres y no estén amenazados por ninguna pieza adversaria. Un rey no puede dar jaque a otro rey.
- El caballo puede moverse a cualquiera de los escaques más próximos que no sean de la misma fila, columna o diagonal. Normalmente se dice que mueve en forma de L, esto es, mueve dos escaques en horizontal o vertical y después un escaque vertical u horizontal, o viceversa. El movimiento siempre termina en un escaque de color diferente al de salida. El caballo puede saltar sobre cualquier pieza suya o del adversario. La captura ocurre cuando una pieza del adversario se encuentra en el escaque de destino del movimiento realizado por el caballo.
- El peón tiene las reglas de movimiento más complejas del ajedrez:

- Un peón se mueve hacia adelante una casilla, si este escaque está vacío. Si el peón todavía no se ha movido, en su primer movimiento también tiene la opción de mover dos escaques hacia adelante, siempre que ambos escaques estén vacíos. Los peones no se pueden mover hacia atrás.
- Los peones son las únicas piezas que capturan de manera diferente de cómo se mueven. Un peón puede capturar una pieza adversaria en cualquiera de los escaques diagonales en frente del peón (pero no se puede mover a esos escaques si están vacíos).

El peón también participa en dos movimientos especiales: captura al paso y promoción.

#### Enroque

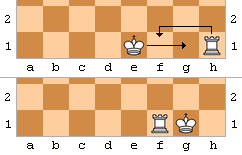
Ilustración del enroque corto (0-0)

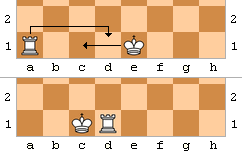
Ilustración del enroque largo (0-0-0)

El enroque consiste en mover el Rey dos escaques hacia la Torre, y luego pasar la torre al otro lado Rey junto al escaque que el Rey acaba de cruzar. No está permitido mover el Rey y la Torre al mismo tiempo, ya que la jugada completa debe realizarse solamente con una mano. El enroque solo está permitido en las siguientes condiciones:
- Que no se haya movido previamente ninguna vez ni el Rey ni la Torre que se va a enrocar (si el Rey o la Torre se ha sacado del escaque de origen y ha vuelto, no se puede enrocar). La otra Torre que no se enroca, sí puede haberse movido.
- El Rey no puede estar en jaque, ni pasar o terminar el movimiento en un escaque amenazado en el tablero. Sin embargo, la Torre puede estar siendo amenazada o pasar por un escaque amenazado, en caso de enroque largo, durante el movimiento. Igualmente, el Rey puede haber estado en jaque con anterioridad, pero puede enrocarse si no se ha movido y ya no está en jaque.
- Que no haya ninguna pieza entre el Rey y la Torre, ya sea propia o contraria.
- Que el Rey y la Torre estén en la misma fila (Schiller 2003).[nota 2]

Existen dos clases de enroque: el enroque corto (que se simboliza con 0-0 en las anotaciones de las partidas) y el enroque largo (que se simboliza con 0-0-0). En el enroque corto la torre se sitúa tras la jugada en el escaque del alfil de rey, y en el largo en el escaque de la dama. Por tanto, el enroque corto es el que se realiza en el «flanco de rey» y el enroque largo es el que se realiza en el «flanco de dama».
Véase también: Ataques contra el enroque

#### Capturaal pasodel peón

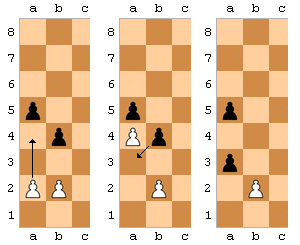
Captura de peón «al paso»

Cuando un peón esté en el quinto escaque, o se haya movido tres escaques más allá de su lugar de origen y un peón del oponente, de la columna de un lado, ejecuta su primer movimiento saltando dos escaques, huyendo de la confrontación con el peón que se había movido tres escaques, el peón del oponente podrá ser capturado al paso y el peón que realiza la captura ocupará el escaque que el adversario saltó al mover dos escaques. Esta captura solo puede hacerse inmediatamente después de la jugada del oponente (movimiento de dos escaques), de lo contrario, ya no se podrá hacer.
Antiguamente, el peón siempre adelantaba solo un escaque cada jugada. Para agilizar el juego se decidió, en un determinado momento, que la primera vez que se juega un peón, haya la posibilidad de adelantar dos escaques. Este hecho, sin embargo, comportaba que se pudiera burlar la capacidad defensiva de un peón contrario. Para evitarlo, se estableció entonces esta jugada especial: la captura al paso del peón (una jugada peculiar que comenzó a implantarse por motivos fundamentalmente caballerescos, hacia el siglo XVI).
- Posición: Puede hacer esta jugada el jugador de negras si tiene un peón en la cuarta fila y su adversario tiene un peón en el escaque de origen en una columna contigua a la del peón negro. Como es obvio, las blancas también pueden capturar al paso en una posición simétrica a la explicada para las negras.
- Acción que la permite: con la posición mencionada, el adversario (blancas) adelanta dos escaques su peón desde su escaque de origen. Los dos peones (blanco y negro) quedarán uno al lado del otro, es decir, en la misma fila y en columnas contiguas.
- Mecanismo: el peón negro captura al peón blanco como si solo hubiera adelantado una fila, pero obviamente el peón negro no ocupará el escaque que deja vacío el peón blanco, sino el mismo que habría ocupado el peón blanco si éste solo hubiera adelantado un escaque.
- Condición: la captura del peón al paso solo se puede hacer inmediatamente, es decir, en el turno siguiente al avance de dos escaques por parte del peón adversario. Si no se hace inmediatamente, después ya no se puede hacer.

#### Coronación del peón
Si un peón avanza hasta la octava fila, entonces debe ser cambiado como parte del movimiento y en la misma casilla por una dama, torre, alfil o caballo de su mismo color, siendo la opción del jugador la elección. Esta elección no se limita a las piezas previamente capturadas, siendo posible, por lo tanto, que un jugador tenga teóricamente nueve damas, o diez torres, o alfiles, o caballos si se promueven todos sus peones. Si la pieza a la cual desea promover el peón no está disponible, el jugador debe llamar al árbitro que le proporcionará la pieza. De acuerdo con el árbitro internacional Eric Schiller, si una pieza adecuada no está disponible, se puede usar un peón al lado de la torre y el jugador indica cual pieza representa. En una partida formal con un árbitro presente, el árbitro debe sustituir el peón o torre por la pieza apropiada. Entonces el jugador tiene el siguiente movimiento.

### Jaque
|    |    |    |       |    |       |       |       |    |  |
|    | a8 | b8 | c8    | d8 | e8    | f8    | g8    | h8 |  |
| a7 | b7 | c7 | d7    | e7 | f7    | g7    | h7    |    |  |
| a6 | b6 | c6 | d6 kd | e6 | f6 bd | g6    | h6    |    |  |
| a5 | b5 | c5 | d5    | e5 | f5    | g5    | h5 nd |    |  |
| a4 | b4 | c4 | d4    | e4 | f4    | g4    | h4    |    |  |
| a3 | b3 | c3 | d3    | e3 | f3 kl | g3 bl | h3    |    |  |
| a2 | b2 | c2 | d2    | e2 | f2    | g2    | h2    |    |  |
| a1 | b1 | c1 | d1    | e1 | f1    | g1    | h1    |    |  |
|    |    |    |       |    |       |       |       |    |  |

Un rey está en jaque cuando está siendo atacado por al menos una pieza adversaria. Una pieza no puede moverse porque colocaría su propio rey en jaque (se inmoviliza contra su propio rey) aún pudiéndole ofrecer jaque al jugador contrario.
Un jugador no puede hacer ningún movimiento que coloque o deja a su rey en jaque. Las posibles maneras de salir de jaque son:
- Mover el rey a un escaque en el cual no se ve amenazado.
- Capturar la pieza que amenaza (posiblemente con el rey).
- Bloquear el jaque mediante la colocación de una pieza entre el rey y la pieza mortal del adversario

Si no es posible salir del jaque, el rey está en jaque mate y el juego ha terminado (ver la siguiente sección).
Es costumbre de anunciar «jaque» al hacer un movimiento que pone al rey del oponente en jaque. Sin embargo, en las competiciones oficiales rara vez se anuncia jaque.

## Reglas
Estas reglas se aplican a los juegos disputados «sobre el tablero». Hay reglas especiales para el ajedrez por correspondencia, el ajedrez relámpago, el ajedrez por computadora, y para los jugadores con discapacidad. Si el jugador no se presenta a la partida pierde automáticamente. Para suspender la partida se tiene que avisar con 1 hora de anticipación.

### Acto de mover las piezas
El movimiento de las piezas debe hacerse con una sola mano. Una vez que la mano suelta la pieza después de haberla movido, el movimiento puede deshacerse cuando ambos jugadores estén de acuerdo.
Al enrocar, el jugador debe mover primero el rey con una mano y luego mover la torre con la misma mano.

### Regla de la pieza tocada
En una partida jugada bajo las Leyes del Ajedrez, si un jugador toca una de sus piezas durante su turno como si tuviese la intención de moverla, entonces necesariamente esa pieza deberá ser movida si puede ser movida con un movimiento legal. Esto no se aplica por ejemplo si el movimiento de esa pieza dejara al rey en jaque, ya que ese movimiento sería ilegal. Mientras que la mano no haya dejado la pieza en un nuevo escaque, esta última se puede colocar en cualquier escaque accesible. Si tocara varias piezas propias, la primera pieza tocada que pueda realizar un movimiento legal es la que debe ser movida.
Si el jugador toca una de las piezas del oponente, debe capturar la primera pieza del oponente tocada que pudiera ser capturada con un movimiento legal. Si toca una pieza propia y otra del oponente, o viceversa, debe capturar la pieza del oponente con la propia siempre que el movimiento sea legal. Si no fuera posible, deberá mover o capturar la primera pieza tocada (propia o del oponente) siempre con un movimiento legal. Si ninguna de las piezas tocadas (propias o del oponente) pudiera ser movida o capturada con un movimiento legal, el jugador puede realizar cualquier otro movimiento y no habría sanciones.
Para el enroque, el rey debe ser la primera pieza que se juegue. Si el jugador toca primero su rey y luego su torre, debe realizar el enroque con esa torre si esto fuese posible. Si toca primero la torre y luego el rey, no podrá enrocarse, ya que la primera pieza tocada debería haber sido el rey. En este caso el jugador deberá mover la torre, por ser esta la primera pieza tocada. Si el jugador completa el movimiento de dos escaques con el Rey sin tocar la torre, el jugador debe mover la torre correcta para el enroque. Si el jugador empieza el enroque, pero este es ilegal, tiene que hacer otro movimiento con el Rey si es posible, incluyendo realizar el enroque con la otra torre.
Cuando un peón se mueve a su octava fila, una vez que el jugador ha dejado de tocar el peón, ya no puede ser sustituido por un movimiento diferente del peón. Sin embargo, el movimiento no está completo hasta que la pieza promocionada se coloque en ese escaque. Si el jugador pulsara el reloj sin haber colocado la nueva pieza, se colocará una Dama como pieza promocionada, incluso aunque esa no fuera la elección que quería tomar el jugador y el resultado le perjudique.
Si un jugador desea tocar la pieza con la intención de ajustarla en el escaque del tablero, el jugador debe primero advertir al oponente de su intención diciendo «Compongo» o bien «J'adoube». Una vez que se inicia el juego, solamente el jugador que tenga el turno puede tocar las piezas en el tablero.

#### Condiciones para pieza tocada, pieza jugada
- Todo jugador, cuando está en su turno de juego, ha de mover la primera pieza que toca. Si uno de los jugadores observa que las piezas en el tablero no están bien centradas sobre sus escaques, el jugador al que le toca jugar —y solo al que le toca jugar— puede ajustar una o más piezas en sus escaques, siempre que previamente exprese su intención de hacerlo —por ejemplo, diciendo «compongo»—. El jugador que no está en turno no puede tocar las piezas.
- A no ser que al jugador que le toca jugar haya expresado la intención de «componer» la posición, debe jugar la pieza que toca, si lo hace deliberadamente. Si un jugador tira, sin intención de hacerlo, alguna pieza del tablero, debe de recomponer la posición lo antes posible. Si se juega con reloj lo ha de hacer a costa de su tiempo.
- Si toca una o más piezas propias, debe mover la primera pieza tocada. Si la primera pieza tocada no se puede mover, debe mover la siguiente pieza tocada si es posible y así sucesivamente caso de que no sea posible.
- Si la pieza que se mueve se deja sobre el tablero, la pieza deberá dejarse en esa casilla si es un movimiento legal.
- Si toca una o más piezas del adversario, debe capturar la primera pieza tocada que pueda ser capturada.
- Si toca una pieza de cada color, debe capturar la pieza del adversario con la suya o, si ello es ilegal, mover o capturar la pieza tocada con otra pieza propia. Si ello no es posible, deberá moverse la pieza propia tocada.
- Si resulta imposible establecer qué pieza se tocó en primer lugar, será la pieza propia la que se considere como pieza tocada.
- Si un jugador toca deliberadamente su rey y torre, debe enrocar por ese lado si fuera legal hacerlo.
- Si un jugador, con la intención de enrocar, toca el rey o rey y torre a la vez, y fuera ilegal el enroque por ese lado, el jugador debe hacer otra jugada legal con su rey, incluido el enroque por el otro lado. Si el rey no tiene ningún movimiento legal, el jugador es libre de realizar cualquier jugada legal.
- Si un jugador toca deliberadamente una torre y luego su rey, no podrá enrocar por ese lado en esa jugada, y deberá mover la torre por ser la primera pieza tocada.
- Si ninguna de las piezas tocadas puede ser movida o capturada, el jugador puede realizar cualquier jugada legal.
- Quien ha de reclamar que se juegue la pieza tocada es el adversario, pero ha de hacerlo antes de tocar él una pieza, en caso contrario pierde el derecho a la reclamación.
- Una pieza tocada puede ser jugada a cualquier escaque legal. El escaque elegido solo se establece cuando se suelta la pieza o toca el tablero. Una vez soltada la pieza no se puede retirar. Es en este momento cuando se considera hecha la jugada. Si se juega con reloj, con la misma mano, se ha de poner en marcha el reloj del adversario, pero no hacerlo no impide que el adversario pueda hacer su jugada —con la salvedad de que el adversario siempre ha de permitir que se ponga en marcha su reloj una vez concluida la jugada—

### Cronometraje

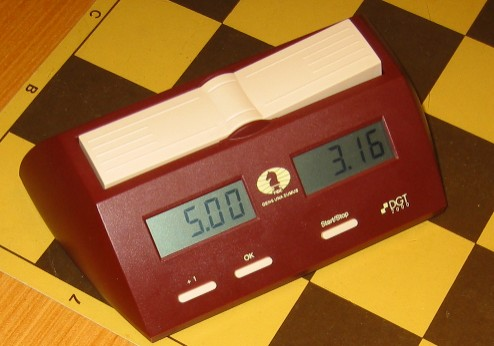
Reloj de ajedrez digital

Los juegos del torneo se jugarán de acuerdo a ciertas limitaciones de tiempo, llamadas controles de tiempo, usando un reloj de ajedrez. Cada jugador debe hacer sus movimientos dentro del control de tiempo o pierde el juego. Existen diferentes tipos de controles de tiempo. En algunos casos, cada jugador tendrá una cierta cantidad de tiempo para hacer un cierto número de movimientos. En otros casos, cada jugador tendrá una cantidad limitada de tiempo para hacer todos sus movimientos. Además, el jugador puede ganar un poco de tiempo adicional por cada jugada realizada, ya sea por un pequeño incremento añadido por cada movimiento realizado, o por el reloj que retrasa una pequeña cantidad de tiempo cada vez que se inicia después de movimiento del oponente.
- Si un jugador realiza un jaque mate, el juego ha terminado y ese jugador gana, no importa lo que posteriormente se observe acerca de la hora en el reloj.
- Si el jugador A llama la atención al jugador B que está fuera de tiempo, mientras que el jugador A no está fuera de tiempo y alguna secuencia de movimientos legales conduce a que B esté en jaque mate, entonces el jugador A gana automáticamente.
- Si el jugador A no tiene la posibilidad de dar jaque mate a B, entonces el juego está en tablas (Schiller 2003:28).

La regla de la Federación de Ajedrez de Estados Unidos (USCF) es diferente. La regla 14E de la USCF define «material insuficiente para ganar en el tiempo», que es el rey solitario, rey y caballo, rey más alfil y rey más dos caballos que no estén en oposición de ningún peón, y no haya victoria forzada en la posición final. De ahí que, para ganar a tiempo con este material, la regla USCF requiere que puede forzarse una victoria desde esa posición, mientras que la regla de la FIDE se limita a exigir que sea posible una victoria (Véase Reglas aplicadas en 2008 de Monika Socko y el Campeonato Mundial de Ajedrez Femenino 2008 para un famoso ejemplo de esta regla.)
- Si un jugador está fuera de tiempo y también llama la atención a su oponente acabando el tiempo, entonces:
  - Si no se utiliza un control de muerte súbita de tiempo, el juego continúa en el próximo período de control de tiempo (Schiller 2003:23).
  - Si la partida se jugó bajo un control de tiempo de muerte súbita, entonces si se puede establecer a qué jugador se le acabó el tiempo primero, el juego se pierde por ese jugador; de lo contrario la partida está en tablas (Schiller 2003:29).

Si un jugador cree que su oponente está tratando de ganar el juego a tiempo y no por medios normales (es decir, jaque mate), si se trata de un control de tiempo de muerte súbita y el jugador tiene menos de dos minutos para el final, el jugador puede detener los relojes y reclamar tablas con el árbitro. El árbitro puede declarar el juego tablas o posponer la decisión y adjudicarle al oponente dos minutos extra.

### Registro de los movimientos

Nombrando los escaques en notación algebraica

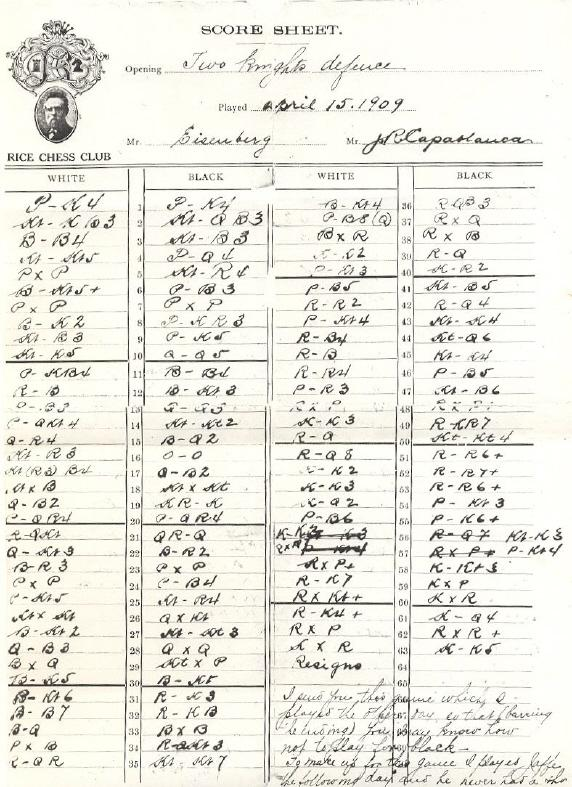
Una hoja de cálculo con el registro de un juego de Capablanca, usando la notación descriptiva.

Cada escaque del tablero se identifica con un único par de una letra y un número. Las filas verticales son señaladas hasta la h, desde la izquierda de las blancas (es decir, el flanco de dama) hasta la derecha de las mismas. Del mismo modo, los rangos horizontales se numeran del 1 al 8, a partir de la más cercana a lado de las blancas del tablero. Cada escaque del tablero, a continuación, se identifica de forma única por su letra de fila y número de rango. El rey blanco, por ejemplo, inicia el juego en el escaque e1. El caballo negro en b8 puede pasar a a6 o a c6.
En una competencia formal, cada jugador está obligado a registrar cada movimiento en la notación de ajedrez para aclarar las disputas sobre posiciones ilegales, desbordamiento de tiempo de juego, y hacer afirmaciones de tablas por la regla de 50 movimientos o repetición de la posición. La notación algebraica es el estándar aceptado para el registro de los partidos de hoy. Existen otros sistemas, tales como la notación epistolar para el ajedrez por correspondencia internacional y la obsoleta notación descriptiva. La regla actual es que el movimiento debe ser hecho primero en el tablero y luego es anotado en papel o dispositivo electrónico. Antes de convertirse en una regla, Mijaíl Tal entre otros estaban en el hábito de escribir el movimiento antes de hacerlo en el tablero. A diferencia de otros jugadores, no oculta el movimiento después de haberlo escrito le gustaba observar la reacción del oponente antes de hacer el movimiento y algunas veces rastreaba lo que había escrito y anotaba un movimiento diferente para jugar en el tablero.
Ambos jugadores deben indicar una oferta de tablas escribiendo «=» al lado de la notación del movimiento en la planilla  Se pueden hacer anotaciones sobre los relojes de tiempo, si un jugador tiene menos de cinco minutos par completar todos sus movimientos, el no está obligado a registrar las jugadas, a menos que se utilice un retraso de al menos 30 segundos por jugada. La planilla debe estar disponible para el árbitro todo el tiempo. El jugador puede responder a los movimientos del oponente antes de anotarlo.

### Anotaciones finales
En torneos, y a efecto de computar los resultados, se otorga al ganador de una partida un punto, medio punto a cada jugador que ha hecho tablas, y cero puntos al perdedor de una partida.

### Aplazamiento
Si hay que aplazar una partida, el árbitro debe advertir al jugador que esté en juego que anote la jugada secreta, (si no lo hace la jugada que haga en el tablero se considera la jugada secreta y lo debe anotar como tal en la planilla), una vez escrita debe parar el reloj, mientras tanto que no pare el reloj puede cambiar la jugada secreta.
Si un jugador decide aplazar la partida antes del fin de la sesión, se cargará el tiempo restante a su reloj.

## Irregularidades

### Movimiento ilegal
Cuando un jugador mueve una pieza de manera diferente a como se ha de jugar la jugada es una jugada ilegal. En ese caso se vuelve a la posición anterior, se hace otra jugada, pero válida, si es posible con la misma pieza, teniendo en cuenta las normas de pieza tocada, porque es aplicable la regla de la pieza tocada, y se bonifica con dos minutos de tiempo al oponente. Si en una misma partida un jugador hace dos jugadas ilegales se le da la partida por perdida, salvo que su rival no esté en disposición de dar jaque mate, en cuyo caso se decretarán tablas. El árbitro deberá establecer el tiempo en el reloj de acuerdo a la mejor evidencia. Si un error solo se nota después, el juego debe ser reiniciado desde la jugada donde se cometió el error.
Si se ha hecho más de una jugada ilegal —por ejemplo se han movido varias piezas estando un rey en jaque— se debe de restablecer la posición hasta la jugada anterior a la primera jugada ilegal. En realidad esto solo es posible si se ha anotado la partida. La nueva jugada legal está bajo las normas de la pieza tocada.
Si una partida de ajedrez rápido o relámpago está siendo disputada (en la que ambos jugadores tienen una pequeña y limitada cantidad de tiempo, por ejemplo, cinco minutos) las reglas varían. Un jugador puede corregir el movimiento ilegal si no se ha pulsado su reloj. Si el jugador presiona su reloj, el oponente puede reclamar el movimiento liegal si todavía no ha movido. Si el oponente hace un movimiento, el movimiento ilegal es aceptado sin penalidades.
Si durante una partida se comprueba que algunas piezas han sido desplazadas de sus escaques, deberá restablecerse la posición anterior a la irregularidad. Si no puede identificarse dicha posición, la partida continuará a partir de la última posición identificable anterior a que se produjera la irregularidad.

### Posición ilegal
Si se descubre durante la partida que una posición de partida no es correcta, el juego debe ser reanudado. Si se descubre durante el partido que la posición del tablero es incorrecta, el juego se continúa con las piezas transferidas a un tablero bien orientado. Si se inicia el juego con los colores de las piezas intercambiados, el juego continúa (a menos que el árbitro especifique lo contrario). Algunas organizaciones regionales tienen reglas diferentes.
Si un jugador derriba las piezas, es su responsabilidad restaurarlas a la posición correcta utilizando su tiempo. Si se comprueba que ha hecho un movimiento ilegal, o que las piezas se colocan incorrectamente, el juego se debe reiniciar en la posición anterior a la irregularidad. Si la posición no se puede determinar, el juego debe ser reanudado a la última posición correcta conocida.

## Conducta
Los jugadores no pueden utilizar ninguna nota, fuente externa de información (incluyendo ordenadores) o consejos de los demás. Analizar el otro tablero no está permitido. Las planillas son para registrar solamente hechos objetivos del juego, como el tiempo en el reloj, y ofertas de tablas. Los jugadores no deben salir del área de competición sin el permiso del árbitro.
Se esperan altos estándares de etiqueta y ética. Los jugadores deben darse la mano antes y después de la salida. Por lo general, el jugador no debe hablar durante el juego, excepto para ofrecer una tabla, abandonar el partido, o llamar la atención sobre cualquier irregularidad. El anuncio de «jaque» se hace en los partidos entre los aficionados, pero no debe ser utilizado en partidos oficiales. Un jugador no puede distraer o molestar al oponente de cualquier manera, incluyendo ofrecer repetidamente tablas.

## Equipamiento

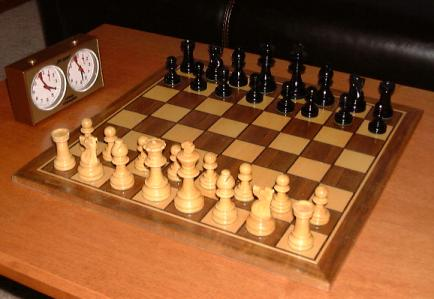
Piezas en las primeras posiciones y un reloj.

El lado de los escaques del tablero debe ser de aproximadamente 1.25 a 1.3 veces el tamaño del diámetro de la base del Rey, o de 50 a 65 mm. Los escaques tienen aproximadamente 57 mm por lo general bien adaptados para las piezas con reyes preferiblemente en el intervalo de tamaño adecuado. Los escaques oscuros son normalmente marrones o verdes y las claras son cremas o antes.

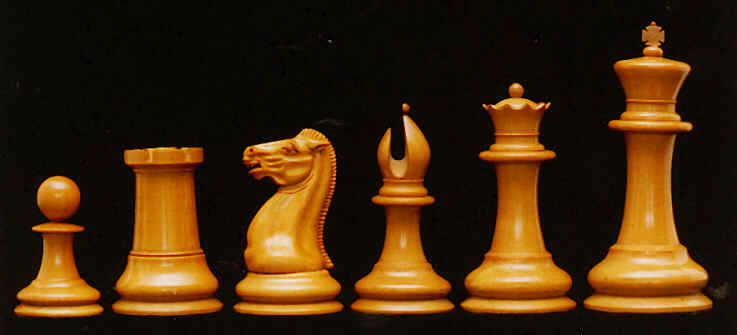
Piezas originales de ajedrez Staunton, introducidas en 1849. De izquierda a derecha: peón, torre, caballo, alfil, dama y rey

El conjunto de dibujos de las piezas Staunton son estándar y por lo general son de madera o de plástico. Normalmente son blancas y negras, aunque se pueden utilizar otros colores (como una madera oscura o incluso roja para las piezas negras), pero todavía se llaman «blancas» y «negras». La altura del rey tiene que es de 85 a 105 mm  una altura de aproximadamente 95 a 102 mm es preferido por la mayoría de los jugadores. El diámetro del Rey debe ser de 40 a 50 % de la altura. El tamaño de las otras piezas, deberá ser proporcional al Rey, y deben estar bien balanceadas.
En los partidos sujetas a control de tiempo se utiliza un reloj de juego, que consta de dos relojes adyacentes y botones que paran un reloj cuando inicia el otro, de tal modo que los dos relojes nunca marcan el tiempo simultáneamente. El reloj puede ser analógico o digital. Antes del inicio del juego, el árbitro decide la ubicación del reloj de ajedrez.

## Final de la partida

### Jaque mate
|    |    |    |    |    |       |       |       |    |  |
|    | a8 | b8 | c8 | d8 | e8 kd | f8    | g8    | h8 |  |
| a7 | b7 | c7 | d7 | e7 | f7    | g7    | h7    |    |  |
| a6 | b6 | c6 | d6 | e6 | f6    | g6    | h6    |    |  |
| a5 | b5 | c5 | d5 | e5 | f5    | g5    | h5 rd |    |  |
| a4 | b4 | c4 | d4 | e4 | f4    | g4    | h4    |    |  |
| a3 | b3 | c3 | d3 | e3 | f3    | g3    | h3    |    |  |
| a2 | b2 | c2 | d2 | e2 | f2 pl | g2 pl | h2    |    |  |
| a1 | b1 | c1 | d1 | e1 | f1 rl | g1 kl | h1 qd |    |  |
|    |    |    |    |    |       |       |       |    |  |

Si el rey de un jugador se coloca en jaque y no hay movimiento legal que el jugador pueda hacer para salir del jaque, entonces se dice que el rey está en jaque mate, el juego termina y ese jugador pierde (Schiller 2003:20-21). A diferencia de otras piezas, el rey en realidad nunca se captura o se retira del tablero porque el jaque mate finaliza el juego (Burgess 2009:502).
El diagrama muestra un ejemplo de posición de jaque mate. El rey blanco se ve amenazado por la dama negra; el escaque al que el rey podía mover también está amenazado; no puede capturar a la dama, ya que estaría en jaque por la torre.

### Abandono de la partida
Cualquier jugador puede abandonar en cualquier momento y el oponente gana la partida. Esto suele ocurrir cuando el jugador cree que lo más probable sea perder el juego. Del mismo modo, un adversario pierde automáticamente la partida si no se presenta a jugar dentro del tiempo estipulado, que suele ser de una hora para las partidas de 90 minutos más 30 segundos de incremento. Un jugador puede abandonar diciéndolo verbalmente o en la planilla de indicando tres maneras: (1) escribiendo «abandono», (2) circulando el resultado del juego, o (3) escribiendo «1-0» si las negras abandonan o «0-1» si las blancas abandonan. Verter el rey en el tablero también indica abandono, pero no es de uso frecuente (es un mal gesto) y debe distinguirse de tumbar accidentalmente el rey en el tablero. Para ambos relojes no es una indicación de abandono, ya que el reloj se puede detener para llamar al árbitro. Una oferta de apretón de manos no es necesariamente una resignación, ya que un jugador puede pensar que le están ofreciendo tablas.

### Empate o tablas
El juego termina en tablas si se presenta cualquiera de estas condiciones:
- El juego acaba automáticamente en tablas si el jugador al que le toca mover no está en jaque pero no tiene ningún movimiento legal. Esta situación se denomina ahogado.
- El juego acaba automáticamente en tablas cuando no hay posibilidad de jaque mate para ninguno de los dos jugadores con cualquier serie de jugadas legales. Estas tablas suelen deberse a la insuficiencia de material, incluyendo los siguientes finales:
  - Rey contra rey;
  - Rey contra rey y alfil;
  - Rey contra rey y caballo;
  - Rey y alfil contra rey y alfil, con los dos alfiles en escaques de un mismo color (ver jaque mate en posiciones inusuales).[nota 6]
- Ambos jugadores acuerdan las tablas, salvo que el reglamento del torneo o competición lo prohíba, después de que uno de los jugadores hace dicha oferta. El jugador que hace la oferta puede formularla una vez realizado su propio movimiento y antes de pulsar el reloj; no obstante, siempre y cuando se garantice que no se distrae o molesta al adversario, el jugador que ofrece tablas puede hacerlo antes de mover o después de pulsar el reloj. La oferta se anota en las planillas de ambos jugadores mediante el símbolo «=». En ambos casos, la oferta mantiene su validez desde el momento en que se formula hasta que el adversario la acepta, la rechaza (verbalmente o tocando una pieza con intención de moverla o capturarla), o la partida concluye por algún otro evento del juego. Las tablas de común acuerdo siempre se sellan con un apretón de manos, simbolizando la igualdad y el respeto en el juego.

El jugador que esté en juego puede reclamar tablas declarando una de las condiciones siguientes, o declarando la intención de hacer un movimiento que traerá una de estas condiciones:
- Regla de los cincuenta movimientos: No ha habido ninguna captura o movimiento de un peón al menos en las últimas cincuenta jugadas de ambos jugadores ―cincuenta jugadas del blanco y cincuenta jugadas del negro―.
- Triple repetición: Se ha producido la misma posición en el tablero al menos tres veces, tocando jugar al mismo jugador y con el mismo conjunto de jugadas legales disponibles, incluyendo el derecho al enroque y la captura al paso.

Las tablas por exceso de jugadas sin captura o por triple repetición de jugadas deben ser reclamadas por el jugador que está en juego, bien antes de realizar su movimiento pero una vez anotado en la planilla ―el reglamento solo permite anotar el movimiento en una planilla antes de realizarlo en los casos de reclamación de tablas―, bien una vez se ha hecho el movimiento, pero antes de pulsar al reloj. Si la reclamación se demuestra verdadera, la partida se declara en tablas.
Las reglas de la Federación Española de Ajedrez y de la FIDE incluyen dos situaciones más de tablas automáticas ―esto es, no es necesario que los jugadores las reclamen―: La primera es si se han producido setenta y cinco movimientos sin capturas ni movimientos de peón por cada jugador; la segunda es cuando se repite la misma posición dinámica en el tablero cinco veces ―es decir, tocando jugar al mismo jugador y con el mismo conjunto de jugadas legales disponibles― (Artículo 9.6).

### Pérdida por tiempo
Un juego que se juega bajo control el tiempo terminará como pérdida para un jugador que gasta todo su tiempo asignado, a menos que el oponente no puede dar jaque mate a él (véase la sección Momento más abajo). Hay diferentes tipos de control de tiempo. Los jugadores pueden tener un lapso de tiempo constante para todo el juego o puede que tengan que hacer un cierto número de movimientos en un plazo determinado. Además, puede añadirse un pequeño incremento de tiempo que por cada movimiento realizado.

## Historia del Ajedrez
Las reglas del ajedrez han evolucionado bastante en los siglos de los juegos de ajedrez como primeros disputados en la India en el siglo sexto. Las reglas modernas primero tomaron forma en Italia durante el siglo XIII, dando mayor movilidad a las piezas que previamente había más restricciones de movimiento (como la reina y el alfil). Tales reglas modificadas entraron en una forma aceptada a finales del siglo XV o a principios del siglo XVI. Los movimientos básicos del rey, la torre, y el caballo se han mantenido invariables. Inicialmente, los peones no tenían la opción de mover dos escaques en su primer movimiento y no promovieron a otra pieza si llegaron a su octava fila. Originalmente, la dama era el fers o farzin, por lo que podría mover un escaque en diagonal en cualquier dirección o saltar dos escaques en diagonal, hacia delante, o hacia la izquierda o hacia la derecha en su primer movimiento. En el juego Persa, el alfil era un fil o alfil, lo que podría mover uno o dos escaques en diagonal. En la versión árabe, el alfil podía saltar dos escaques a lo largo de cualquier diagonal. En la Edad Media, el peón solo puede ser promovido al equivalente de una dama (que en ese momento era la pieza más débil) si alcanzó su octava fila. Durante el siglo XII, los escaques del tablero a veces alternaban colores y esto finalmente se convirtió en norma en el siglo XIII.

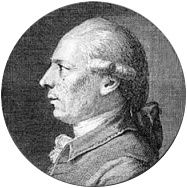
Philidor

Entre 1200 y 1600 surgieron varias leyes que alteraron drásticamente el juego. El jaque mate se convirtió en un requisito para ganar; un jugador no puede ganar capturando todas las piezas del oponente. Se añadió el ahogado, aunque el resultado ha cambiado varias veces (véase la historia de la regla de punto muerto). Los peones ganaron la opción de mover dos escaques en su primer movimiento, y la norma en passant o captura al paso fue una consecuencia natural de esa nueva opción. El rey y la torre adquirieron el derecho a enrocar (ver Variaciones a largo de la historia del enroque para las diferentes versiones de la regla).
Entre 1475 y 1500 la dama y el alfil también adquirieron sus movimientos actuales, volviéndolas piezas mucho más fuertes Cuando todos estos cambios fueron aceptados, el juego consolidó esencialmente su forma moderna.
Las reglas para la promoción de un peón han cambiado varias veces. Originalmente, como se indicó anteriormente, el peón solo podía ser promovido a dama, que en ese momento era una pieza débil. Cuando la dama adquirió su movimiento actual y se convirtió en la pieza más poderosa, el peón podría entonces ser ascendido a una reina o una torre, alfil o caballo. En las reglas del siglo XVIII se permitió solo la promoción de una pieza ya capturada, por ejemplo, las normas publicadas en 1749 por François-André Philidor Danican. En el siglo XVIII se levantó esta restricción, lo que permitió a un jugador tener más de una dama, por ejemplo, las 1.828 reglas de Jacob Sarratt
Fueron introducidas dos nuevas reglas referentes a las tablas, cada uno de los cuales han cambiado a través de los años:
- Se añadió la regla de la triple repetición, aunque en algunos momentos hasta seis repeticiones exigidas, y las condiciones exactas se han especificado con mayor claridad (véase Historia de la triple repetición).
- También se creó la regla de los cincuenta movimientos. En varias ocasiones, el número de movimientos requeridos era diferente, como 24, 60, 70, o 75. Desde hace varios años en el siglo XX, el estándares cincuenta movimientos se extendió a un centenar de movimientos para un par de los finales específicos (ver Historia de la regla de los cincuenta movimientos).

Entre otro grupo de nuevas leyes se incluyen: (1) la regla de marcación por movimiento y de acompañamiento de la regla «j'adoube/ajuste»; (2) que las blancas muevan primero (en el año 1889); (3) la orientación del tablero; (4) el procedimiento en caso de que se hace un movimiento ilegal; (5) el procedimiento en caso de que el rey se quede en jaque habiéndose efectuado algunos movimientos; y (6) las cuestiones relativas a la conducta de los jugadores y espectadores. El juego de ajedrez Staunton se introdujo en 1849 y se convirtió en el estilo estándar de piezas. Se estandarizó el tamaño de las piezas y de los escaques del tablero.
Hasta mediados del siglo XIX, los juegos de ajedrez se jugaron sin límite de tiempo. En un partido de 1834 entre Alexander McDonnell y Louis-Charles Mahé de La Bourdonnais, McDonnell tuvo una cantidad excesiva de tiempo para moverse, a veces hasta 1 ½ hora. En 1836, Pierre-Charles Fournier de Saint-Amant sugirió un límite de tiempo, pero no se tomaron medidas. En el torneo de ajedrez de Londres de 1851, Staunton renunció a un juego a Elías Williams porque Williams se tomaba un tiempo excesivo para mover sus piezas. Al año siguiente, una partida entre Daniel Harrwitz y Johann Jakob Lówental utilizó, por cada movimiento, un límite de 20 minutos. El primer uso de un límite de tiempo conocido, fue en una partida de 1861 entre Adolf Anderssen y Ignác Kolisch.

### Codificación
La primera publicación conocida de las reglas del ajedrez estaba en un libro escrito por Luis Ramírez de Lucena alrededor de 1497, poco después del cambio a su forma moderna del movimiento de la dama, alfil y peón. En los siglos XVI y XVII, hubo discrepancias de opinión sobre las reglas, tales como el enroque, promoción de un peón, ahogado, y captura al paso. Algunas de estas discrepancias existieron hasta el siglo XIX. Ruy López de Segura transcribió las reglas del ajedrez que imperaban en su época en su Libro de la invención liberal y arte del juego del axedrez de 1561.
A raíz del surgimiento de clubes de ajedrez, los torneos se volvieron cotidianos, y urgió la necesidad de compilar y unificar las reglas. En 1749 Philidor (1726-1795) escribió una serie de reglas que fueron ampliamente aceptadas, así como las reglas que dieron escritores posteriores, como las reglas de 1828 de Jacob Sarratt (1772-1819) y las reglas de George Walker (1803-1879). En el siglo XIX, muchos clubes importantes publicaban sus propias reglas, incluidos los de La Haya en 1803, Londres en 1807, París en 1836, y en San Petersburgo en 1854. En 1851 Howard Staunton (1810-1874) convocó a una «Asamblea Constituyente para la Remodelación de las Leyes del Ajedrez» y, en 1854, se publicaron las propuestas de Tassilo von Heydebrand und der Lasa (1818-1889). Staunton había publicado reglas en Chess Player's Handbook (Reglas del Manual del jugador de ajedrez) de 1847, y sus nuevas propuestas fueron publicadas en 1860 en Chess Praxis, que fueron generalmente aceptadas en los países de habla inglesa. Los países de habla alemana suelen utilizar los tratados de ajedrez de Johann Berger (1845-1933), quien era una autoridad en la materia, o de Paul Rudolph von Bilguer (1815-1840) en su Handbuch des Schachspiels (Libro de bolsillo del ajedrez), publicados por primera vez en 1843.
En 1924, se formó la Federación Internacional de Ajedrez (FIDE) y, en 1929, se abordó la tarea de estandarizar las reglas. En un principio, de la FIDE trató de establecer un conjunto universal de reglas, pero las traducciones a diversas lenguas difería levemente. Aunque se utilizaron reglas de la FIDE para las competiciones internacionales bajo su control, algunos países todavía utilizaban internamente sus propias reglas. En 1952 FIDE creó la Comisión Permanente para las Reglas de Ajedrez (también conocida como la Comisión de Reglas) y publicó una nueva edición de las reglas. La tercera edición oficial de las leyes se publicó en 1966. Las tres primeras ediciones de la versión oficial de las reglas se publicaron en francés. En 1974, la FIDE publicó la versión inglesa de las reglas (que se basaron en una traducción autorizada de 1955). Con esta edición, el inglés se convirtió en el idioma oficial de las reglas del ajedrez. Otra edición fue publicada en 1979. A lo largo de este tiempo, las ambigüedades en las leyes fueron conducidas por las frecuentes interpretaciones que la Comisión de Reglas publicó en forma de suplementos y enmiendas. En 1982, la Comisión de Reglas reescribió el reglamento para incorporar las interpretaciones y enmiendas. En 1984 FIDE abandonó la idea de un conjunto universal de reglas, aunque las reglas de la FIDE son el estándar para el juego de alto nivel (Hooper y Whyld 1992:220-21). Con la edición de 1984, la FIDE implementó una moratoria de cuatro años para aplicar los cambios a las reglas. Otras ediciones se publicaron en 1988 y 1992.
Las reglas de los afiliadas nacionales de la FIDE (como la Federación de Ajedrez de Estados Unidos, o USCF) se basan en las reglas de la FIDE, con ligeras variaciones En Estados Unidos, Kenneth Harkness publicó, a partir de 1956, libros populares de reglas y la USCF continúa publicando libros de reglas para ofrecerlos en torneos sancionados.
En 2008, la FIDE añadió la variante de ajedrez 960 al apéndice del «Reglamento del ajedrez». El ajedrez 960 utiliza un establecimiento inicial aleatorio de las piezas principales, con las condiciones que el rey esté colocado en algún lugar entre las dos torres, y los alfiles en casillas de distinto color. Las reglas del enroque se ampliaron para abarcar a todas estas posiciones.

## Variaciones
Un caso de una regla adicional de menor importancia se añadió a una partida en particular «no hay tablas ni renuncia durante los primeros 30 movimientos» en el Chess Classic de Londres del 8 a 15 de diciembre de 2009 en Olympia, Londres.

## Otras lecturas
- Harry Golombek, ed. (1976), The Laws of Chess and their Interpretations (en inglés), Pitman, ISBN 0-273-00119-1.
- Golombek, Harry (1977), Golombek's Encyclopedia of Chess (en inglés), Crown Publishing, ISBN 0-517-53146-1.
- Harkness, Kenneth (1970), Official Chess Rulebook (en inglés), McKay, ISBN 0-679-13028-4.